# ناحیه ها

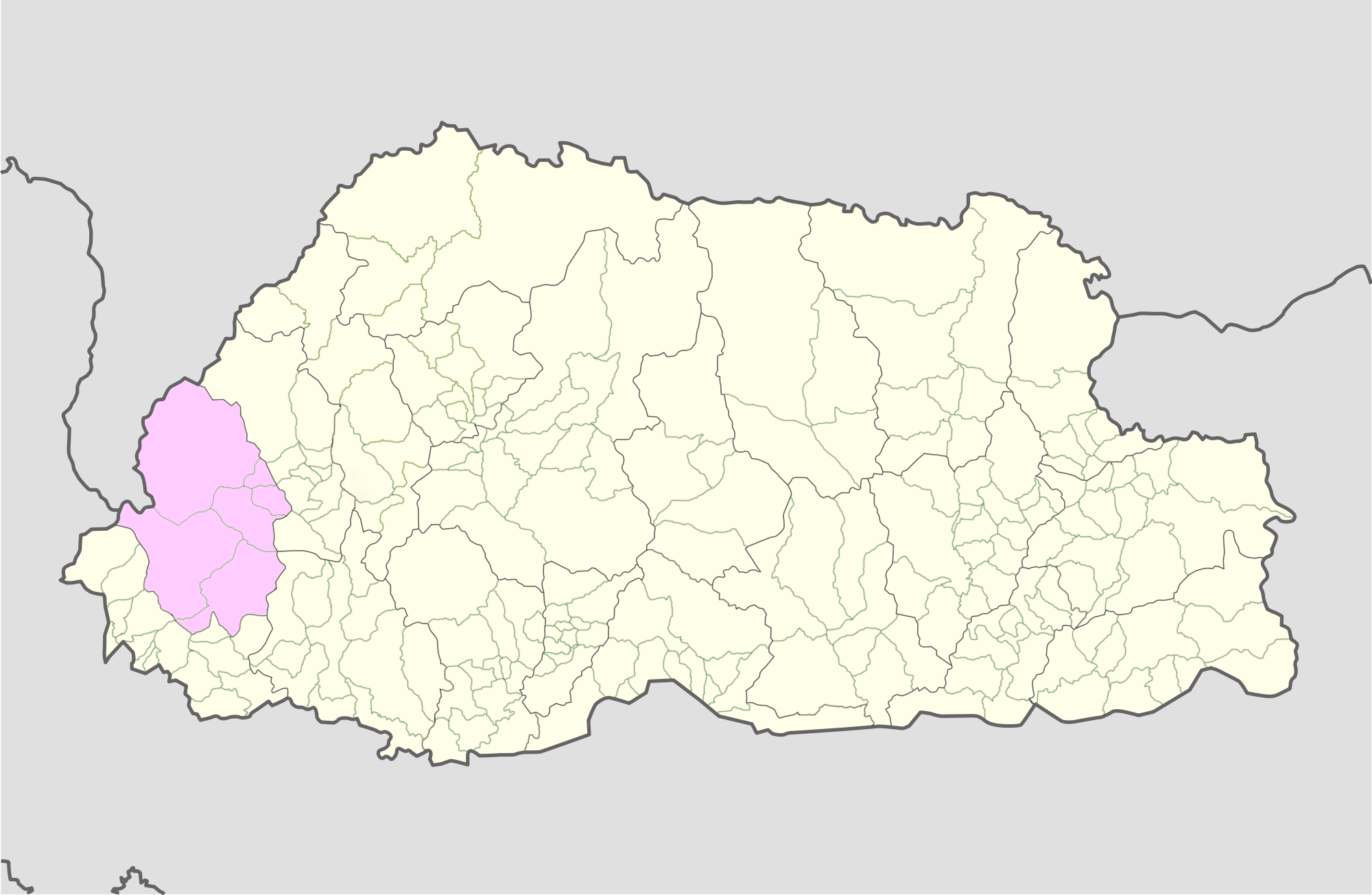
محل استان ها در کشور بوتان

گاسا (به لاتین: Haa) یکی از استان‌های بوتان  است.

## جمعیت
جمعیت این استان در یک سرشماری در مارس سال ۲۰۰۵، ۱۱٬۶۴۸ نفر تشخیص داده شده است.

## اقتصاد
محصولات اصلی این استان گندم و جو، برنج، سیب زمینی و سیب  تشکبل داده استو نیز به دلیل قرار گرفتن در ارتفاعات پست دامداری نیز رونق دارد. 